# Michael O'Riordan
Michael O'Riordan (irlandès: Mícheál Ó Ríordáin)  (Cork, 12 de novembre de 1917 - Dublín, 18 de maig de 2006) va ser polític i sindicalista irlandès. Va fundar del Partit Comunista d'Irlanda i va lluitar amb la Columna Connolly a les Brigades Internacionals durant la Guerra Civil espanyola.

## Biografia
O'Riordan va néixer al número 37 de Pope's Quay, a Cork, l'11 de novembre de 1917. Era el menor de cinc fills. Els seus pares provenien de Gaeltacht, més concretament de Ballingeary i Gougane Barra. Tot i que els seus pares eren parlants nadius de gaèlic irlandès, no va ser fins que O'Riordan va ser internat al camp de Curragh durant la Segona Guerra Mundial que el va aprendre, essent alumne del seu company, Máirtín Ó Cadhain, que va fer una conferència al Trinity College.
Durant la seva adolescència es va unir a el moviment juvenil republicà Fianna Éireann, i després a l'Exèrcit Republicà Irlandès (IRA) que en aquell moment tendia cap a la l'esquerra i el socialisme. Gran part de la seva activitat consistia en enfrontaments amb el moviment feixista de la Guàrdia Nacional. O'Riordan va fer amistat amb republicans d'esquerres com Peadar O'Donnell i Frank Ryan, i el 1934 es va sumar al Republican Congress, un partit republicà socialista de curta durada.

### Guerra Civil espanyola
O'Riordan es va unir al Partit Comunista d'Irlanda el 1935 mentre encara era a l'IRA i va treballar al diari comunista The Irish Workers' Voice. El 1937, seguint les recomanacions de Peadar O'Donnell, diversos centenars d'irlandesos, majoritàriament membres de l'IRA, van anar a lluitar per la República Espanyola a la Guerra Civil amb la XV Brigada Internacional, motivats en part per l'enemistat cap als aproximadament 800 Blueshirts, liderats per Eoin O'Duffy, que van viatjar a Espanya per a lluitar a favor del bàndol nacional amb l'Irish Brigade.
En l'ofensiva final republicana del 25 de juliol de 1938, O'Riordan va portar la bandera de Catalunya a l'altre costat del riu Ebre, acció considerada com el començament del combat. L'1 d'agost, va patir ferides greus per metralla a la Serra de Cavalls durant la batalla de l'Ebre. Va ser repatriat a Irlanda el mes següent, després que les Brigades Internacionals es dissolguessin.
El 1938, l'Estat Lliure d'Irlanda li va oferir una Comissió de l'Exèrcit irlandès, però va triar entrenar unitats de l'IRA a Cork. Com a resultat de les seves activitats, durant la Segona Guerra Mundial, o L'Emergència com se l'anomenava a la Irlanda neutral, va ser internat al camp de Curragh des de 1939 fins a 1943, on va ser oficial de comandament i va participar en la Lliga Gaèlica de Máirtín Ó Cadhain i a la publicació Splannc (titulada així en homenatge a Iskra).

### Activisme polític
En 1944 va ser secretari fundador de la facció Liam Mellows del Partit Laborista i el 1945 va ser secretari fundador de el Partit Socialista de Cork.
Posteriorment, O'Riordan va treballar com a conductor d'autobusos a Cork i va participar activament en el Sindicat de Treballadors Generals i de Transport d'Irlanda (ITGWU). Es va presentar com a candidat del Partit Socialista pel comtat de Cork el 1946, quedant tercer darrere de Patrick McGrath del Fianna Fáil i Michael O'Driscoll del Fine Gael amb 3.184 vots. Després, es va mudar a Dublín on va viure a Victoria Street amb la seva parella Kay Keohane, va continuar treballant com a conductor d'autobusos i va romandre actiu a l'ITGWU.
El 1948, O'Riordan va ser secretari fundador de la Lliga dels Treballadors d'Irlanda i secretari general a partir de llavors, i de la seva organització successora, el Partit dels Treballadors d'Irlanda, de 1962 a 1970.
En la dècada del 1960, va ser una figura fonamental en el Comitè d'Acció d'Habitatge de Dublín, que va promoure les autoritzacions dels barris marginals de Dublín i la construcció d'habitatges socials. Allà, es va fer amic d'Austin Flannery, proper al ministre de Finances, Charles Haughey. En total, es va postular a les eleccions cinc vegades, fent campanya per l'establiment d'una república socialista a Irlanda, però atès el conservadorisme catòlic d'Irlanda i la por al comunisme, amb no gaire èxit. No obstant això, va rebre el suport del dramaturg Seán O'Casey el 1951.
La participació d'O'Riordan a la Guerra Civil espanyola sempre va ser una part important de la seva identitat política. El 1966 va assistir a la reunió de les Brigades Internacionals a Berlín i va promoure que les restes de Frank Ryan fossin repatriades d'Alemanya a Irlanda el 1979.
Va ser membre de Comitè Irlandès de Solidaritat amb Xile i va assistir al Primer Congrés del Partit Comunista de Cuba el 1984. També va fer campanya en nom dels Sis de Birmingham i va assistir al seu judici d'apel·lació el 1990. O'Riordan va ser entre 1970 i 1983 secretari general del Partit Comunista d'Irlanda i, de 1983 a 1988, va exercir com a President Nacional del partit publicant nombrosos articles. La seva última aparició pública va ser el 2005 al memorial de la Llibertat de Dublín als veterans irlandesos de la Guerra Civil espanyola. Amb altres veterans, O'Riordan va ser rebut per la presidenta d'Irlanda, Mary McAleese. La cònsol cubana Teresina Trujillo li va lliurar també la Medalla de l'Amistat de Cuba en nom de el president cubà Fidel Castro.

### Operació Splash
El 1969, segons el dissident soviètic Vasili Mitrokhin, O'Riordan va ser interpel·lat pels líders de l'IRA Cathal Goulding i Seamus Costello, amb el propòsit d'obtenir armes del KGB per a defensar els republicans irlandesos de Belfast durant l'esclat de violència que va marcar el començament del conflicte nord-irlandès. Mitrokhin al·lega que O'Riordan va contactar amb el Kremlin, però l'enviament d'armes no va arribar a Irlanda fins al 1972. L'operació es coneixia amb el nom de Splash. Mentrestant, l'IRA s'havia dividit entre l'IRA Provisional i l'IRA Oficial i va ser l'última facció la qual va rebre les armes soviètiques.

### Defunció
El 1991, Kay Keohane, de Clonakilty, va morir a casa seva als vuitanta-un anys. O'Riordan va continuar vivint a la casa de la seva família abans de mudar-se a Glasnevin el 2000 per a estar a prop del seu fill Manus. Hi va viure fins a emmalaltir el novembre de 2005 i va ser portat a l'Hospital Mater. La seva salut es va deteriorar ràpidament desenvolupant la malaltia d'Alzheimer. Poc després va ser traslladat a l'Hospital St. Mary's a Phoenix Park, on va passar els últims mesos de la seva vida, abans de morir als vuitanta-vuit anys.
Al funeral d'O'Riordan al crematori Glasnevin van assistir més de mil persones que van escortar-ne les cendres fins al cementiri de Glasnevin. La família va dispersar part de les cendres a Vinebre.